# 鲍斯高堂
鲍斯高堂曾是中国上海的一座天主教堂，位于杨浦区杭州路740号。
该堂由意大利慈幼会创办，设于斯高中学和斯高工艺学校内。最初于1924年设于南市国货路。1934年迁至杨树浦杭州路。
1949年以后，意大利神父回国，当时鲍斯高堂有教友906人。但是鲍斯高堂由中国神父一直开办到1960年，大跃进期间因教友忙于生产任务，进堂人数过少而关闭。1951年斯高中学由杨浦区教育部门接管，改名建设中学，今为上海财经大学附属中学。